# Román Zelaya
Román Andrés Zelaya Ríos (Santiago, 25 de agosto de 1966) es un abogado y político chileno. Entre julio de 2019 y enero de 2021 ejerció como subsecretario de Pesca y Acuicultura en el segundo mandato del presidente Sebastián Piñera.

## Biografía

### Primeros años y estudios
Nacido en Las Condes, Chile. Es hijo de César Edgardo Zelaya Caballero y María Teresa Liliana Ríos Moral. Egresó como abogado de la Universidad de Valparaíso y obtuvo un magíster en Sistema de Justicia Penal de la Universidad de Lérida, España y realizó estudios de postgrado en derecho penal y laboral, y en análisis político.
Su formación académica incluye un diploma de posgrado en derecho penal en la Universidad de Salamanca, España y un diploma en litigación oral de la California Western School of Law, Estados Unidos
Tiene también un postítulo en Reforma Procesal Penal en la Universidad Católica del Norte, un diploma en mediación de la Pontificia Universidad Católica (PUC) y un diploma en análisis político en la Academia de Guerra Naval.

### Carrera profesional
En la primera etapa de su carrera, ejerció de manera libre la profesión de abogado en los estudios Oelckers, Urrutia y Cía. (Valparaíso), y Corral & Zelaya (La Serena). Fue además, docente universitario.
Al comienzo de la aplicación de la Reforma Procesal Penal en Chile, ingresó a la Defensoría Penal Pública siendo seleccionado dentro de los primeros abogados defensores del país. En esa institución cumplió diversas funciones durante el periodo 2000 a 2007 y 2014 a 2018.
Una vez implementada la Reforma Laboral en el país, ejerció en la Defensoría Laboral entre 2008 y 2010.
A partir del año 2021 y luego de renunciar al cargo de Subsecretario de Pesca y Acuicultura, nuevamente ejerce funciones en la Defensoría Penal Pública, institución donde se desempeña hasta la fecha.

#### Vida política
En política, durante la primera administración del Presidente Sebastián Piñera (2010-2014) arribo al Ministerio de Justicia en la Unidad de Reformas y posteriormente como Jefe de la División de Estudios de la Subsecretaría de Interior y Seguridad Pública. 
A su vez en el segundo gobierno del Presidente Piñera (2018-2022) es nombrado Jefe de la División Jurídica de la Subsecretaría de Pesca y Acuicultura  donde finalmente es nombrado por el jefe de Estado como Subsecretario el 11 de julio de 2019. En dicho cargo encabezó la discusión legislativa para modificar la ley de Pesca, logró materializar la ley que obliga a instalar cámaras en los barcos pesqueros industriales para fortalecer la fiscalización e investigación, fortaleció los planes de recuperación de las pesquerías, generó normativa interna de perfeccionamiento de las regulaciones en materia acuícola, logró la promulgación de la ley de mitilidos y lideró la instalación de plantas desaladoras en caletas que carecían de agua potable.
Asimismo le correspondió liderar delegaciones en misiones en el extranjero. En 2018, lideró la delegación de Chile ante Naciones Unidas, en el marco de una conferencia intergubernamental relativa a la Convención de la ONU sobre el Derecho del Mar (Nueva York, EE. UU.). Y en enero de 2019, encabezó una segunda delegación nacional, en una cita vinculada con la Organización Regional de Pesca del Pacífico Sur (La Haya, Países Bajos). En 2020 concurrio a Noruega liderando a la delegación Chile a Aquasur vinculada a la Acuicultura sosteniendo reuniones de alto nivel del Reino de Noruega.
El 6 de enero de 2021 renuncia voluntariamente al
cargo por razones  personales.

### Vida personal
Es casado y padre de tres hijos.